# 요코야마 치사
요코야마 치사(横山 智佐, 1969년 12월 20일 ~ )는 일본의 여자 성우이다. 반비나에 소속되어 있으나 자신의 이름으로 성우 양성소를 차렸다. 도쿄도 스미다구 출신이다.

## 출연작

### TV 애니메이션
1990년
- NG기사 라무네&40 - 밀크

1992년
- 유유백서(무루구)
- 미캉의 그림일기(오쿠다 시즈요)
- 테카맨 블레이드(밀리)

1995년
- 신기동전기 건담 W(루크레치아 노인)
- 애천사전설 웨딩피치(브릿츠)
- 스트리트 파이터2(춘리 창)

1996년
- 기동전함 나데시코(스바루 료코)
- 마법소녀 프리티사미 - 카와이 사사미

1999년
- 몬스터 팜(사쿠라 겐키)

2000년
- 사쿠라대전(신구지 사쿠라)

2002년
- 쁘띠 프리 유시(마가제렌트)
- 포켓몬스터 어드밴스 제너레이션(그레이스(50~51화), 란(99~100화))
- 데빌 칠드런(란다)

2005년
- 슈가슈가룬(블랑카)

### OVA
1992년
- 천지무용! 시리즈- 사사미

1997년
- 사쿠라 대전 굉화현란(신구지 사쿠라)

1999년
- 사쿠라 대전 앵화현란(신구지 사쿠라)

### 극장판
1996년
- 천지무용 in LOVE(사사미)

1997년
- 천지무용 한 여름의 이브(사사미)

1998년
- 기동전함 나데시코 The Prince of Darkness(스바루 료코)

2001년
- 사쿠라대전 활동사진(신구지 사쿠라)

### 게임
1991년
- 프린세스 메이커 (딸)[정확한 연도를 몰라 게임 제작연도에 맞췄음]

1995년
- 공상과학세계 걸리버 보이 PC 엔진판 (미스티)
- 바람의 전설 자나두II (류미나)

1996년
- 공상과학세계 걸리버 보이 SS판 (미스티)
- 사쿠라 대전 (신구지 사쿠라)
- ADVANCED V.G. PS판 (야지마 사토미)

1997년
- 천외마경 제4의 묵시록 (NPC)
- 랑그릿사2 (셰리)
- 악마성 드라큐라X 월하의 야상곡 (마리아 라넷)

1998년
- 루나2 이터널 블루 (루시아)
- 화성 이야기 (퀘스, 앤서)

1999년
- ONE ~빛나는 계절로~ PS판 (나나세 루미)

2001년
- 사쿠라 대전3 ~파리는 불타고 있는가~ (신구지 사쿠라)

2004년
- 사쿠라 대전V EPISODE 0 ~황야의 사무라이 아가씨~ (신구지 사쿠라)

2005년
- NAMCO x CAPCOM (텐겐지 히로미, 꼬붕)